# Алис Мънро
Алис Ан Мънро (на английски: Alice Ann Munro) е канадска писателка, авторка на разкази.

## Биография
Тя е родена на 10 юли 1931 г. в Уингам (днес част от Северен Хюрън) в семейството на селянин и учителка. Учи английски и журналистика в Университета на Западно Онтарио, но прекъсва обучението си, когато се омъжва през 1951 година. Живее в Западен Ванкувър, а от 1963 г. – във Виктория. Започва да публикува разкази в началото на 50-те години, като получава широка известност с първия си сборник разкази „Dance of the Happy Shades“ (1968).
През 2013 г. Алис Мънро получава Нобелова награда за литература, определена като „майстор на съвременния разказ“.

### Оригинални сборници с разкази
- Dance of the Happy Shades – 1968 (носител на наградата на Генералния губернатор на Канада за 1968 г.)
- Lives of Girls and Women – 1971 (носител на наградата на канадските книготърговци[3])
- Something I've Been Meaning to Tell You – 1974
- Who Do You Think You Are? – 1978 (носител на наградата на Генералния губернатор на Канада за 1978 г.; преиздаден под заглавието The Beggar Maid; номиниран за наградата „Букър“ за 1980 г.[3])
- The Moons of Jupiter – 1982 (номиниран за наградата на Генералния губернатор на Канада)
- The Progress of Love – 1986 (носител на наградата на Генералния губернатор на Канада за 1986 г.)
- Friend of My Youth – 1990 (носител на наградата „Трилиъм“)
- Open Secrets – 1994 (номиниран за наградата на Генералния губернатор на Канада)
- The Love of a Good Woman – 1998 (носител на наградата „Гилър“ за 1998 г.)
- Hateship, Friendship, Courtship, Loveship, Marriage – 2001 (преиздаден под заглавието Away From Her)
- Runaway – 2004 (носител на наградата „Гилър“ за 2004 г. и на наградата за художествена проза на „Rogers Writers' Trust“) ISBN 1-4000-4281-X
- The View from Castle Rock – 2006
- Too Much Happiness – 2009
- Dear Life – 2012

### На български
- Само живот. Превод от английски Красимир Желязков. София: Сиела, 2015, 316 с.[4][5]